# Крамниця співочих пташок
«Крамниця співочих пташок» — український короткометражний анімаційний фільм режисера Анатолія Лавренішина.

## Про фільм
У 1682 році під час своєї останньої подорожі до Османської імперії Антуан Галлан занотував декілька історій, що розповів йому бродячий чернець. Невідомо, чому, але вони так і не увійшли до славнозвісного видання «Тисячі й однієї ночі»…
Дія фільму розгортається в урбаністичному місті майбутнього, де механізми замінили живих істот. Герой марно намагається продати екзотичний товар — живих птахів. Одного разу він рятує дивовижне створіння — чарівну птицю. Це назавжди змінює його життя…